# منطقة منافع النقل العام
منطقة منافع النقل العام ، والمختصرة باسم (PTBA) ، هي نوع من شركات المنفعة العامة لمشغلي النقل العام في ولاية واشنطن الأمريكية.

## أمثلة لجهات تقدم خدمة النقل العام
- أسوتين كونتري بي تي بي أيه
- بن فرانكلين ترانزيت
- سي - ترين
- كللام للنقل
- كولومبيا كونتري للنقل العام
- ترانزيت المجتمع
- جارفيلد كونتري للنقل العام
- هيئة جرانت ترانزيت
- إنتر سيتي ترانزيت
- أيلاند ترانزيت
- جيفرسون ترانزيت
- كيتساب ترانزيت
- لينك ترانزيت
- هيئة عبور ميسون
- نظام ترانزيت باسيفيك
- بيرس ترانزيت
- ريفرسيتيز ترانزيت
- سكاجيت ترانزيت
- سلطة عبور سبوكان
- ترين جو
- توين ترانزيت
- وادي ترانزيت
- هيئة نقل واتكوم
- هيئة مزايا النقل غير المدمجة في ويتمان

## وصلات خارجية
- مشغلو النقل العام في واشنطن